# أنطونيو مالدونادو
أنطونيو مالدونادو (بالإنجليزية: Antonio Maldonado)‏ هو ضابط أمريكي، ولد في 1941 في Comerío, Puerto Rico ‏ في الولايات المتحدة.